# Джейсон Дафф
Джейсон Дафф (англ. Jason Duff, 27 жовтня 1972) — австралійський хокеїст на траві.
Бронзовий призер Олімпійських Ігор 2000 року.
Переможець Ігор Співдружності 1998 року.
Переможець Трофею чемпіонів 1993, 1999 років, срібний призер 1997 року, бронзовий призер 1998 року.